# Leptopholcus tipula
Leptopholcus tipula är en spindelart som först beskrevs av Simon 1907.  Leptopholcus tipula ingår i släktet Leptopholcus och familjen dallerspindlar. Inga underarter finns listade i Catalogue of Life.